# Coniolepiota
Coniolepiota is een monotypisch geslacht van schimmels behorend tot de familie Agaricaceae. Het geslacht bevat alleen Coniolepiota spongodes.